# 홍콩 항공
홍콩항공(중국어: 香港航空, 영어: Hong Kong Airlines)은 홍콩 국제공항을 허브 공항으로 하는 홍콩 제2의 민항사다. 2001년에 CR항공 (중부항공, 영어: CR Airways)으로 설립하여 하이난 그룹이 2006년에 인수하면서 현재의 사명으로 변경했다.
영국 스카이트랙스의 평가에서 4성급 항공사로 선정되었고, 2012년과 2013년에 세계 최고 성장 항공사로 선정되었다. 

## 역사

### 초기
2001년, 차이나 리치 홀딩스의 회장인 Robert Yip이 CR 에어웨이즈(CR Airways)를 설립하였고 이듬해인 2002년 4월 18일, 홍콩 항공운송국으로부터 항공운송증명(AOC)를 취득하여 시코르스키 S-76기를 도입, 운용하였는데 이는 중국과 홍콩 국적의 항공사 중 세번째로 회전익 항공기를 운용하는 항공사가 되었다. 2003년 6월 27일에 여객운송면허를 취득하고 리스회사인 GECAS로부터 봄바디어 CRJ-200ER 2기를 리스하여 홍콩(첵랍콕) - 라오아그 전세편을 운항하기 시작하였다. 그리고 9월, 정기 여객운송면허를 취득하여 홍콩(첵랍콕) - 난닝, 지난 등 중국 국내선을 취항하였다. 그리고 회장인 Robert Yip은 자신의 지분 40%를 1억 8천만 홍콩 달러(한화 276억 2,280만 원)에 창인이 맃 홀딩스 매각항였다로각하였다. 다음해인 2004년에는 홍콩(첵랍콕) - 프놈펜, 씨엠립 간 국제선 전세편을 운항하기 시작하였다. 2005년, 홍콩 항공운송면허당국은 중국으로의 여객, 우편 및 화물 운수 5년권을 지급하였고 2005년에는 머스크 에어로부터 중고 봄바디어 CRJ-700 2기를 도입을 체결하였고 보잉과 30대의 보잉 737-800과 10대의 보잉 787 드림라이너 구매에 대한 양해각서(MOU)를 체결하였다.

### 중반
2006년 6월 27일 하이난 항공이 항공사의 지분 45%를 인수하였고 이는 그랜드 차이나 에어로 이전하였고 Mung Kin Keung이란 투자가가 나머지 55%의 지분은 구매하여 지배 주주가되었고 8월, 이사회의 의장이 되었다. 그리고 2006년 9월 22일 현재의 사명으로 명칭을 변경하였고 새로운 CI를 발족하였다. 2007년 6월 21일, 홍콩 항공은 유럽의 에어버스와 51대의 협동체기와 광동체기를 주문하였는데, 이는 56억 달러어치의 가격으로 설립 사상 최대의 주문이었다. 그리고 기존의 IATA의 코드가 N8에서 HX로 변경되었다. 2008년 4월, 에어버스 A330-200기를 도입, 중동과 오세아니아로 노선을 확장하였다.

### 확장기
2010년 6월 28일, 첫 유럽 노선인 홍콩(첵랍콕) - 모스크바(셰레메티예보) 노선을 취항하기 시작하였으며 9월 10일 에어버스 A330-200F 화물기를 도입, 화물 사업을 시작하였다. 2011년 홍콩 항공은 스카이트랙스로부터 4성급 항공사 평가를 받았으며 2012년에는 홍콩(첵랍콕) - 런던(개트윅) 노선에 새로 취항하였는데, 항공기내 구조를 전체 비즈니스 클래스 구조로 운항하였으나 같은해 9월 운항을 중단하였다.

### 안정 성장기
2013년, 홍콩 항공은 기간 동안 아시아/태평양 지역에 중점을 둔 주요 분야와 함께 가까운 미래를 위한 그것의 우선 순위 경로를 결정하기 위해 시스템 전체 전략 검토를 마무리했다. 새로운 항로인 홍콩(첵랍콕) - 몰디브 노선을 개설했으며 해당 노선은 4백만이 넘는 승객이 탑승하였다. 그리고 기존의 보잉 737기를 대체하고자 에어버스 A320-200기를 구매하였다. 2014년, 홍콩(첵랍콕) - 가고시마, 톈진, 호치민 노선을 취항하기 시작하였으며 상하이 국내선 노선의 운항 횟수를 늘려 일일 운항으로 늘렸으며 새로운 라운지인 Club Bauhinia가 홍콩 국제공항에 들어섰다.

### 대륙간 노선 확장기
2016년, 홍콩 항공은 오세아니아를 포함하여 아시아 네트위크를 확장하였는데 대표적으로 홍콩(첵랍콕) - 골드코스트, 사이판, 서울(인천), 오클랜드 노선을 취항하면서 국제선 네트워크를 확장하기 시작하였다. 2017년에는 스카이트랙스로부터 최고의 지역 항공사 수상을 받았으며 대륙간 노선 확장을 위해 에어버스 A350-900기 도입 구매를 체결하였고 아틀라스 항공으로부터 보잉 747-400F 화물기를 일시적으로 임차, 운항하였으며 홍콩(첵랍콕) - LA, 밴쿠버 노선에 취항함으로서 미주 노선 운항을 시작하였다. 그리고 2018년, 홍콩(첵랍콕) - 샌프란시스코 노선에 취항하였다.

## 운항 노선
국제선 확대 방침 하에 일본에 취항에 의욕을 보이고 있다. 전세기로 히로시마, 기타큐슈, 센다이, 가고시마, 도쿠시마 등에 취항하고 있다. 정기편은 이전부터 홍콩 ~ 도쿄(나리타) 노선을 운영하고 있었지만 2010년 10월 31일에 홍콩 ~ 도쿄(나리타) 국제선 노선을 매일 운항을 시작하였다. 2011년에는 전체 비즈니스석을 장착한 에어버스 A330-200 기종을 도입해서 홍콩 ~ 런던(히드로) 노선에 투입했지만, 탑승률 저조로 현재 단항되었다. 2010년 이후로는 장거리 구간 확장에 힘을 쏟아 현재는 골드코스트, 오클랜드, 베이징, 상하이, 방콕, 발리, 타이베이, 서울, 도쿄, 삿포로, 오키나와, 밴쿠버를 취항중이며 2017년 12월부터는 LA에, 2018년 3월부터는 샌프란시스코에 각각 취항 예정이다. 또한 도쿄 국제공항의 국제선 취항에 따라 홍콩 ~ 도쿄(하네다) 국제선을 개설 예정으로 간사이 국제공항과 신치토세 공항도 정기 취항지의 후보로 거론되어 적극적인 일본 노선 진출을 목표로 하고 있다. 대한민국의 경우 2016년 12월부터 인천 노선 취항중이다. 하이난 항공 그룹의 자회사로 홍콩 익스프레스 항공, 톈진 항공과 제휴하고 있다. 또한 상용우대 프로그램인 Fortune Wings Club은 하이난 항공과 그 자매 항공사 모두가 적용되는 프로그램으로 또한 중국국제항공, 홍콩 익스프레스 항공, 브뤼셀 항공에 적용이 가능하다.

### 코드셰어 협정
- 홍콩 항공은 다음과 같은 항공사와 코드셰어 협정을 하고 있다.[2]

| - 가루다 인도네시아 항공 (스카이팀) - 그랜드 차이나 항공 - 로얄 브루나이 항공 - 방콕 항공 | - 버진 오스트레일리아 - 상하이 항공 (스카이팀) - 아시아나항공 (스타얼라이언스) - 에바 항공 (스타얼라이언스) | - 에어 모리셔스 - 에어 아스타나 - 에어 인디아 (스타얼라이언스) - 에티하드 항공 | - 중국동방항공 (스카이팀) - 케냐 항공 (스카이팀) - 피지 항공 - 하이난 항공 |

## 보유 기종

### 현재 보유중인 기종
- 2023년 4월을 기준으로 홍콩 항공은 다음의 기종을 보유하고 있으며 평균기령은 5.1년이다.[3][4]

## 같이 보기
- 홍콩의 항공사 목록
- 홍콩의 교통

## 사진

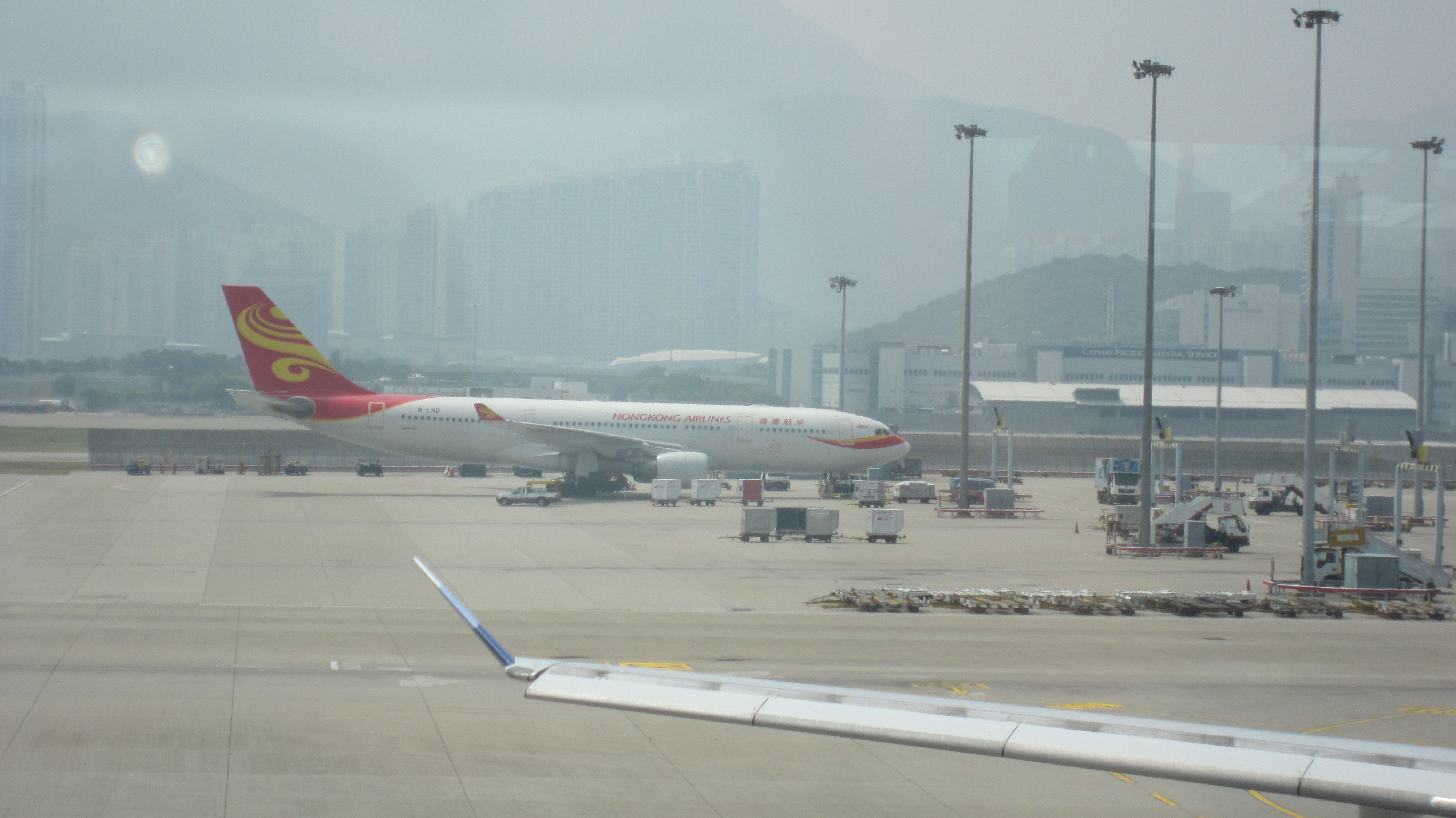
홍콩 항공의 에어버스 A330-200
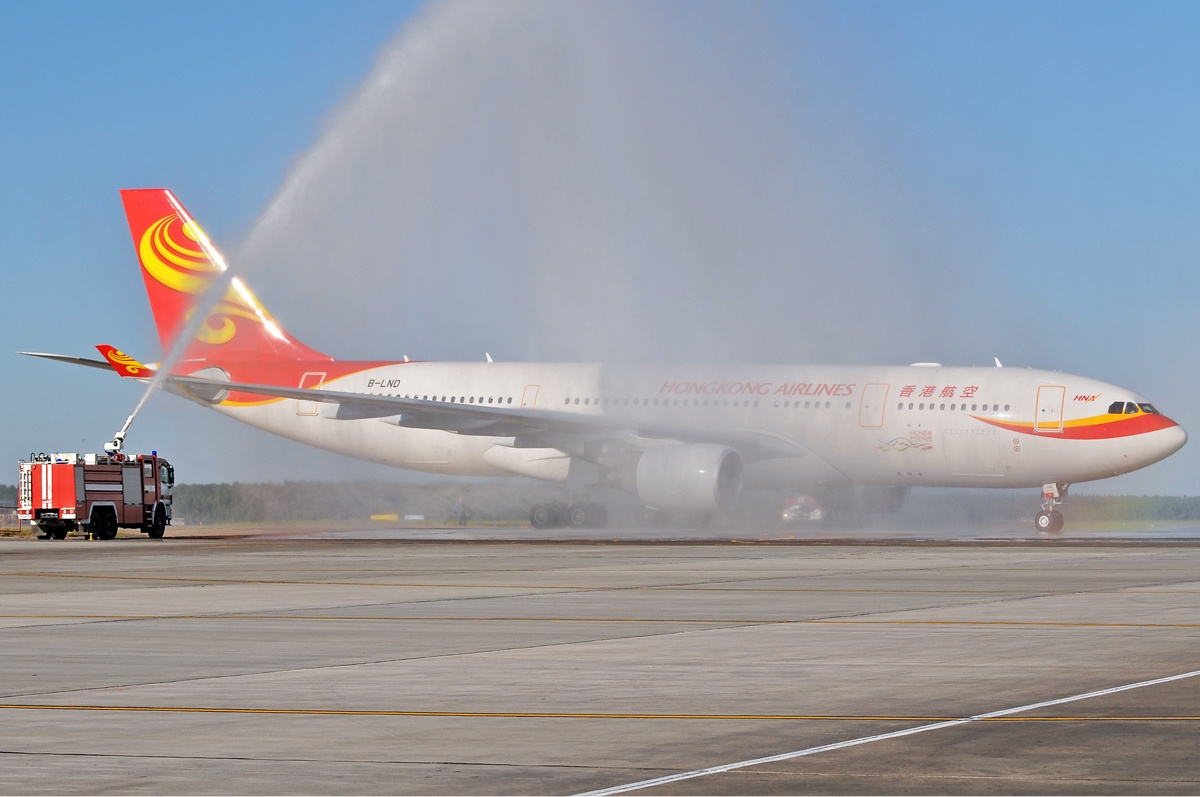
홍콩 항공의 에어버스 A330-200
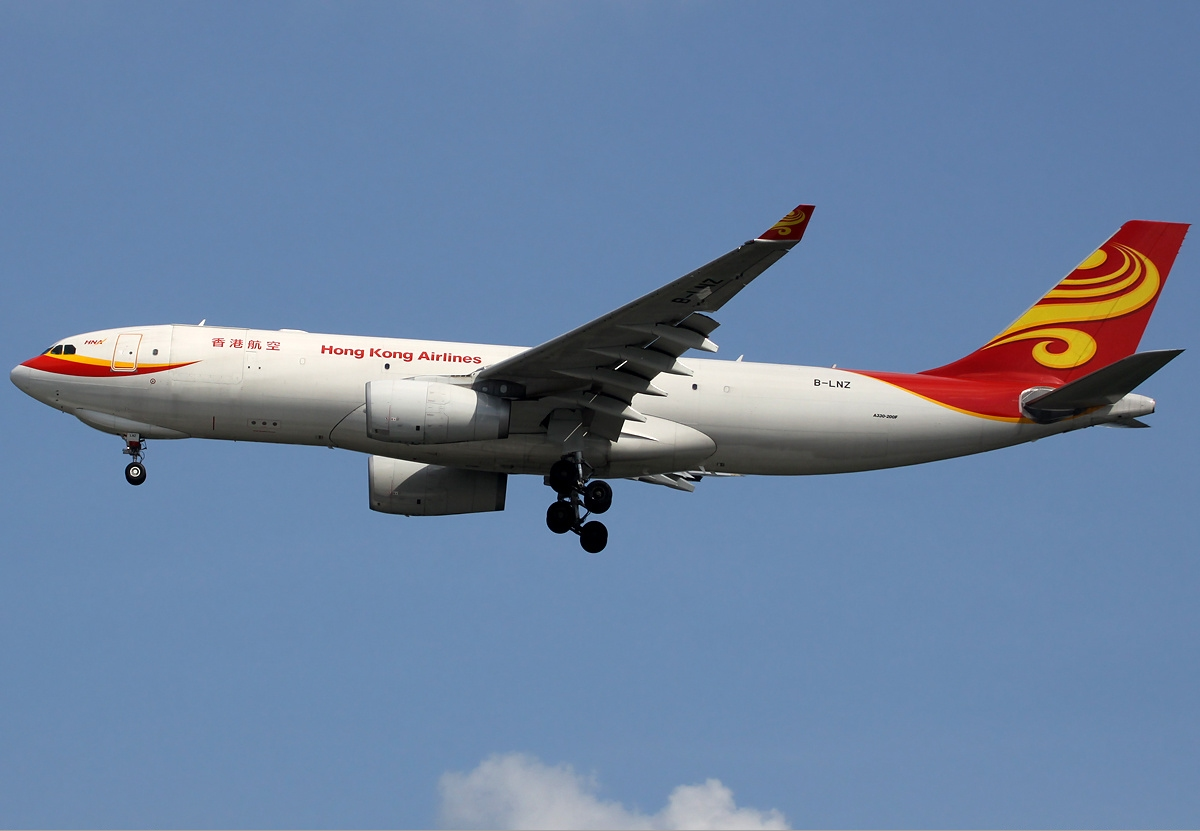
홍콩 항공 카고의 에어버스 A330-200F